# Pasmo L
Nazewnictwo literowe pasm radiowych wykorzystywanych przez wojskowe urządzenia radarowe pochodzi jeszcze z czasów II wojny światowej. Początkowo tajne oznaczenia po zakończeniu działań wojennych ujawniono zapoczątkowując używanie tych oznaczeń także do zastosowań cywilnych. Ten sposób oznaczania pasm radiowych został przyjęty przez IEEE jako oficjalny, obecnie jednak jest uważany za przestarzały. Współcześnie to samo nazewnictwo literowe jest wykorzystywane tak przez wojsko jak i organizacje cywilne do określania pasm radiowych używanych przez radary, telekomunikację satelitarną i naziemną, a także środki walki elektronicznej ECM.

## Pasmo L standarduIEEEiITU
Pasmo L (ang. L band) — fragment widma fal elektromagnetycznych w zakresie promieniowania mikrofalowego o częstotliwościach od 1 do 2 GHz (długość fali 30–15 cm). Standard opracowany przez Międzynarodowy Związek Telekomunikacyjny ITU pasmo L dla zastosowań radiolokacyjnych mieści się w zakresie 1,215–1,400 GHz. 
Pasmo L jest wykorzystywane w telekomunikacji satelitarnej i systemach naziemnej cyfrowej transmisji radiowej DAB. Typowy zakres częstotliwości pracy rozgłośni DAB to 1452–1492 MHz, ale w niektórych krajach wykorzystuje się do tych celów także pasma VHF i UHF. Krótkofalowcy również korzystają części z pasma L w zakresie od 1240 do 1300 MHz.

### Zastosowania militarne
W Stanach Zjednoczonych pasmo L jest wykorzystywane przez siły zbrojne do telemetrii, a także do transmisji radiowych w standardzie IBOC (jednoczesna emisja sygnałów analogowych i cyfrowych w tym samym kanale radiowym).

### Radiolokacja
W paśmie L pracują tzw. 20-centymetrowe systemy radarowe.

### Satelitarne systemy nawigacyjne
- GPS – fale nośne satelitarnego systemu określania pozycji GPS mają częstotliwości 1176,45 MHz (L5), 1227,60 MHz (L2), 1381,05 MHz (L3) i 1575,42 MHz (L1).
- Galileo – na podobnej zasadzie pasmo L wykorzystuje europejski system nawigacyjny.
- GLONASS – rosyjski system nawigacji satelitarnej wykorzystujący częstotliwości fal nośnych z pasma L.

### Telekomunikacja
- Telefonia komórkowa standardu DCS pracująca na częstotliwościach 1800-1900 MHz będącymi częścią pasma L.
- Amerykańska telefonia satelitarna standardu Iridium pracuje w paśmie L w zakresie częstotliwości od 1610 do 1625 MHz.
- Inmarsat

### Mobilna telewizja cyfrowa

#### DVB-H
Urząd Komunikacji Elektronicznej planuje część pasma L przeznaczyć do transmisji telewizji naziemnej dla urządzeń mobilnych.

### Radiofonia cyfrowa

#### Radiofonia satelitarna
Skierowana głównie dla odbiorców na Bliskim Wschodzie, w południowej i wschodniej Afryce, oraz większości Azji satelitarna rozgłośnia radiowa WorldSpace nadaje w zakresie 1467–1492 MHz w paśmie L. 

#### DAB
Dla naziemnej radiofonii cyfrowej DAB przeznaczono 16 bloków częstotliwości oznaczonych symbolami literowymi od LA do LP jak w tabeli poniżej:
| Blok | Częstotliwość środkowa |
| ---- | ---------------------- |
| LA   | 1452,960 MHz           |
| LB   | 1454,672 MHz           |
| LC   | 1456,384 MHz           |
| LD   | 1458,096 MHz           |
| LE   | 1459,808 MHz           |
| LF   | 1461,520 MHz           |
| LG   | 1463,232 MHz           |
| LH   | 1464,944 MHz           |
| LI   | 1466,656 MHz           |
| LJ   | 1468,368 MHz           |
| LK   | 1470,080 MHz           |
| LL   | 1471,792 MHz           |
| LM   | 1473,504 MHz           |
| LN   | 1475,216 MHz           |
| LO   | 1476,928 MHz           |
| LP   | 1478,640 MHz           |

Ponadto dla celów satelitarnej odmiany DAB oznaczonej jako S-DAB przewidziano 7 kolejnych bloków częstotliwości (od LQ do LW):
| Blok | Częstotliwość środkowa |
| ---- | ---------------------- |
| LQ   | 1480,352 MHz           |
| LR   | 1482,064 MHz           |
| LS   | 1483,776 MHz           |
| LT   | 1485,488 MHz           |
| LU   | 1487,200 MHz           |
| LV   | 1488,912 MHz           |
| LW   | 1490,624 MHz           |

#### Radioastronomia
W radioastronomii do wykrywania normalnie niewidocznych atomów wodoru w przestrzeni międzygwiezdnej wykorzystuje się fale radiowe o częstotliwości 1,42040575 GHz.

## Pasmo L standarduNATO
Pasmo L NATO (NATO L band) — określa pasmo częstotliwości w zakresie od 40 do 60 GHz (długość fali 7,5–5 mm) wykorzystywane do działań ECM (przeciwdziałania radioelektronicznego).

## Pasmo L w telekomunikacji optycznej
Pojęcie pasma L jest również używane przy łączności optycznej do określania fal światła widzialnego o długościach od 1570 nm do 1610 nm.